# Manuel Velez
Manuel P. Velez was een Filipijnse zanger en songwriter afkomstig uit Cebu City. Zijn bekendste nummer is Sa Kabukiran, dat gaat over Fifi, een jong meisje in de Filipijnse bergen. Het nummer werd populair toen het werd gebruikt in de gelijknamige film Sa kabukiran (1947) met in de hoofdrollen Lilian Velez en Narding Anzures. Onder andere Freddie Aguilar en Sylvia La Torre brachten later een eigen versie van het nummer uit.

## Discografie
- Ako'y Kampupot
- Kampopot Sagol-Sagol
- Lawiswis kawayan
- Rosas Pandan
- Sa Kabukiran

## Bron
- Profiel Manuel P. Velez, Online Registry Filipino Musical Artists and their works, geraadpleegd op 3 oktober 2010.